# Jan van Zuuren
Johannes Hendrik (Jan) van Zuuren (Rotterdam, 5 februari 1921 – Dordrecht, 23 juni 2010) was een Nederlands politicus van de PvdA.
Op jonge leeftijd was hij lid van de socialistische jeugdbeweging Arbeiders Jeugd Centrale, die werd opgericht door de Sociaal-Democratische Arbeiderspartij (SDAP; later opgegaan in de PvdA) en het Nederlands Verbond van Vakverenigingen (NVV). Hij werkte bij een metaalbedrijf en trad in februari 1937 in dienst bij de Rotterdamse Droogdok Maatschappij (RDM) waar hij actief was als plaatwerker. In die periode werd hij ook lid van de Algemene Nederlandse Metaalbewerkersbond (ANMB). In 1949 kwam hij naar Emmen waar hij voor die bond districtbestuurder werd voor de provincies Groningen en Drenthe. Vanaf 1953 was hij daarnaast PvdA-fractievoorzitter in de Emmense gemeenteraad. Van 1954 tot 1959 was hij in Amsterdam districtsbestuurder van wat intussen de NVV Metaalbedrijfsbond was geworden. In dat laatste jaar werd hij districtshoofd van de Metaalbedrijfsbond in Dordrecht. Hij werd gemeenteraadslid (1962) en wethouder (eind 1963) voor de PvdA in Dordrecht. Hoewel het ook toen al uitzonderlijk was dat een wethouder in zijn eigen gemeente burgemeester werd, volgde hij in 1973 burgemeester Jaap van der Lee op, die in Eindhoven was benoemd. In maart 1985 ging Van Zuuren vervroegd met pensioen en midden 2010 overleed hij op 89-jarige leeftijd.